# لاورز

لاورز (تنطق بالهولندية: [ˈlʌuʋərs]) هو نهر في هولندا. وهو يشكل جزءاً من الحدود بين مقاطعات فرايزلاند وخرونينجن. ومنذ العقد 730 إلى هزيمة ڤيدوكيند ‏ في 785 كان النهر جزءاً من حدود إمبراطورية الفرنجة.

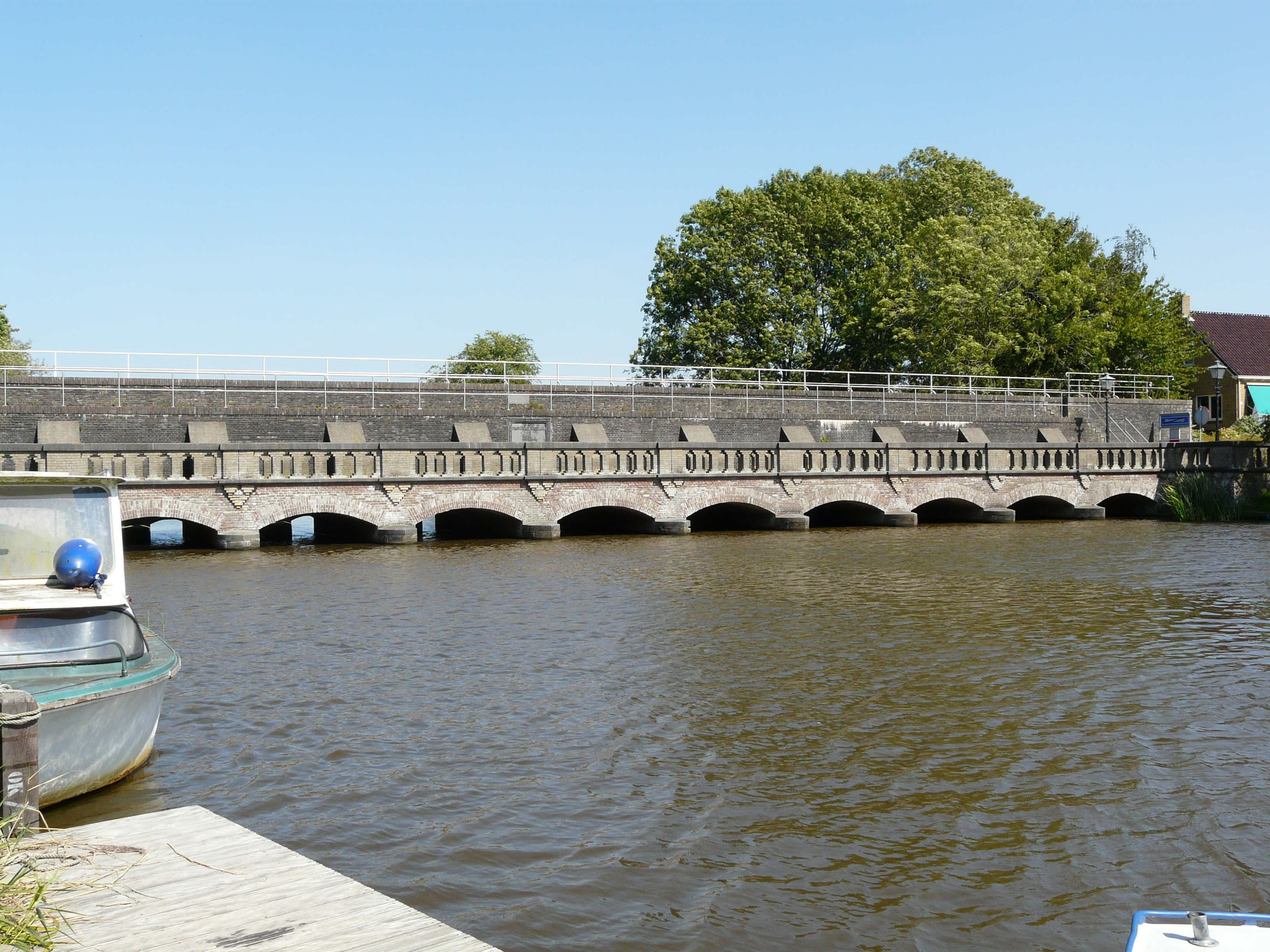
نهر لاورز